# Lucius Volcacius Tullus (consul en -66)
Pour les articles homonymes, voir Lucius Volcacius Tullus.
Lucius Volcacius Tullus était un homme politique du Ier siècle av. J.-C. de la République romaine.

## Biographie
Père de Lucius Volcacius Tullus (consul en 33 av. J.-C.).
D'après Cicéron, Volcacius Tullus échoue à l'élection pour l'édilité, ce qui ne l'empêche pas de continuer le cursus honorum.
En 66 av. J.-C., il est consul avec Æmilius Lepidus. Les élections  organisées par Tullus sont perturbées : les consuls désignés pour l'année suivante sont destitués pour brigue, et Tullus refuse la candidature de Catilina postulée hors délai à cause d'une accusation  de concussion. Catalina complote alors avec quelques complices une prise de pouvoir avec l'assassinat des consuls, mais ce complot est ébruité et abandonné.
En 63 av. J.-C., lorsque le consul Cicéron demande aux sénateurs quel sort réserver aux complices de Catilina qu'il vient d'arrêter, Volcacius se prononce pour la mort comme les autres anciens consuls.
Dans les années 50 av. J.-C. Volcacius Tullus reste un des consulaires qui soutiennent Pompée, avec Cicéron, Aulus Gabinius et Lucius Afranius. Hormis Cicéron, ils avaient peu d'influence au Sénat et restaient clients de Pompée.
En 56 av. J.-C. lors d'une réunion du Sénat, il soutient la proposition du tribun de la plèbe Publius Rutilius Lupus chargeant Pompée d'apporter l'aide romaine au roi égyptien Ptolémée Aulètes, renversé et venu plaider sa cause à Rome.
En janvier 49 av. J.-C., au début de la guerre civile entre Pompée et César, lors d'une ultime réunion du Sénat, Tullus apostrophe Pompée sur les forces militaires qu'il s'était vanté de disposer, et qui ne sont pas mobilisées,. Durant la guerre civile, il reste neutre, restant tranquillement en Italie.